# F-80流星戰鬥機
F-80流星戰鬥機（英語：Shooting Star，陸軍編號P-80）是美國第一種大量生產與服役的噴射戰鬥機，也是美國第一架水平飛行速度超過800公里／時（500英里／時）的量產飛機。同時，F-80也是美國噴射戰鬥機當中第一架有擊落敵機紀錄的機種。其衍生機種包括T-33教練機（T-33A即TF-80C），曾經在許多國家服役，訓練大量飛行員、以及以T-33為基礎改進而成的F-94，是美國第一架全天候攔截機，亦曾在韓戰中留下四次空戰勝利紀錄。日後衍生的F-97基於政治因素回改為F-94C。

## 歷史
美國研究噴射發動機起步很晚，遠在英國與德國的後面，直到情報顯示這些歐洲國家在相關研究上面的成就之後，美國陸軍航空軍才意識到此種機型的重要性，進而開始研發。
美國第一款噴射戰鬥機是由貝爾公司設計的P-59戰鬥機，它所使用的兩台發動機是由英國提供藍圖，奇異公司生產的I-A渦輪噴射發動機，於1942年10月進行第一次試飛，美國陸軍航空兵在1942年下半年將貝爾研究中XP-59B單發動機設計案交給洛克希德公司繼續進行，發動機將採用英國授權生產的Halford H.1B小妖精（Goblin），美國官方編號J36。1943年5月洛克希德公司與軍方開會之後，受邀遞交他們的噴射戰鬥機設計案，洛克希德公司將編號L-140的設計案送交軍方評估，當年6月美國陸軍航空軍正式同意L-140計畫，飛機編號為XP-80，10月簽署正式合約，其中附帶條件是洛克希德公司必須在接到合約信件後的180天完成第一架飛機。
為了達到軍方的要求，凯利·约翰逊召集一小隊工程師，以一周工作6天，每天10小時的工作規劃，於完全機密的情況下進行XP-80原型機的建造工作。他們的工作方式不受到公司管理階層的節制，儘量減少文件與固定開支，這種專案進行的方式成為後來臭鼬工作室的前身。
由於發動機的進展緩慢，洛克希德公司必須先以木製發動機模型進行飛機的制造。第一台不具備飛行能力的發動機終於在1943年11月送交洛克希德公司，安裝在XP-80原型機上之後，於11月16日從Burbank用卡车送到Nuroc乾湖上，由陸軍航空兵正式驗收。洛克希德一共花費143天達到軍方規定的目標。
完整可以飛行的H.1B發動機於1943年11月中旬運達洛克希德公司公司，安裝與地面測試隨即展開。可是在11月17日的地面測試時，飛機的進氣道結構崩塌，產生的碎片被發動機吸入造成損壞。洛克希德公司在等待新發動機時將進氣道結構增強，以避免問題再度發生。此時英國將原先準備使用在第二架吸血鬼戰鬥機原型機上的發動機緊急提供美國使用，才讓XP-80可以在12月底以前將發動機安裝完畢，並且在1944年1月8日進行第一次試飛。
然而XP-80的打擊接踵而至，首先是格羅斯特流星戰鬥機在四月份於美國愛德華茲空軍基地的試飛使得XP-80戰鬥機在各方面的表現均落人後。其次使得美國的試飛員第一次意識到空速表的重要性，不得不學習依靠空速表飛行的技巧。
F80末期部分被改成QF80靶機進行戰鬥訓練跟武器試射實驗

## 設計特點
F-80採低單翼，機翼沒有後掠角度，機身為全金屬半硬殼。進氣口位於機身兩側前方，靠近座艙的位置。水平安定面位於垂直安定面的根部，高於機翼的位置。機翼與水平安定面的翼端最初都是方形，後來改為圓形。
起落架為前三點式，鼻輪向後收起，兩側主輪向內收入機身下方。機鼻兩側各裝有3挺12.7mm（0.50英吋）口徑機槍，每一挺機槍配備200發子彈。

## 生產次型

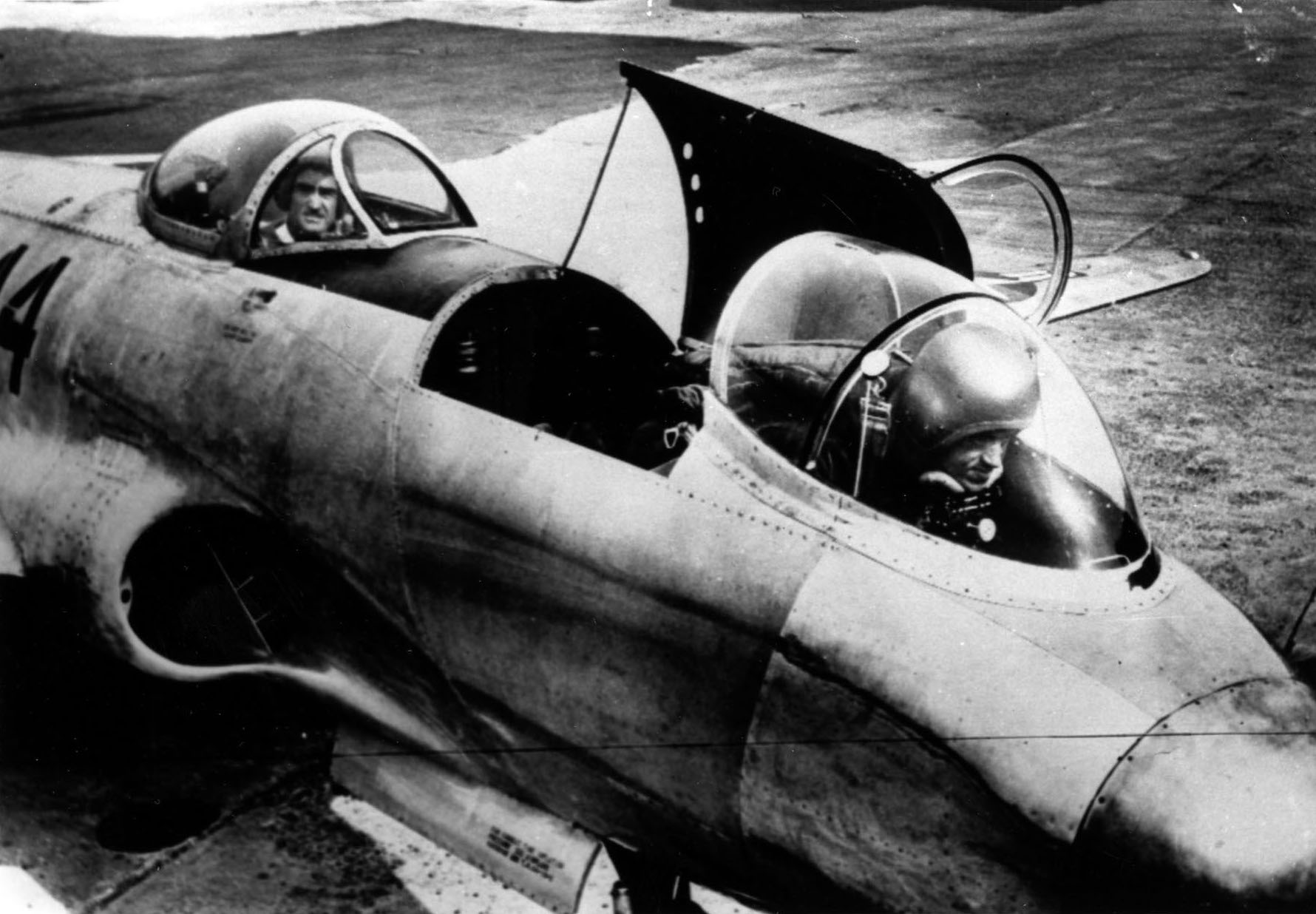
EF-80 試驗機，採飛行員俯臥座艙。

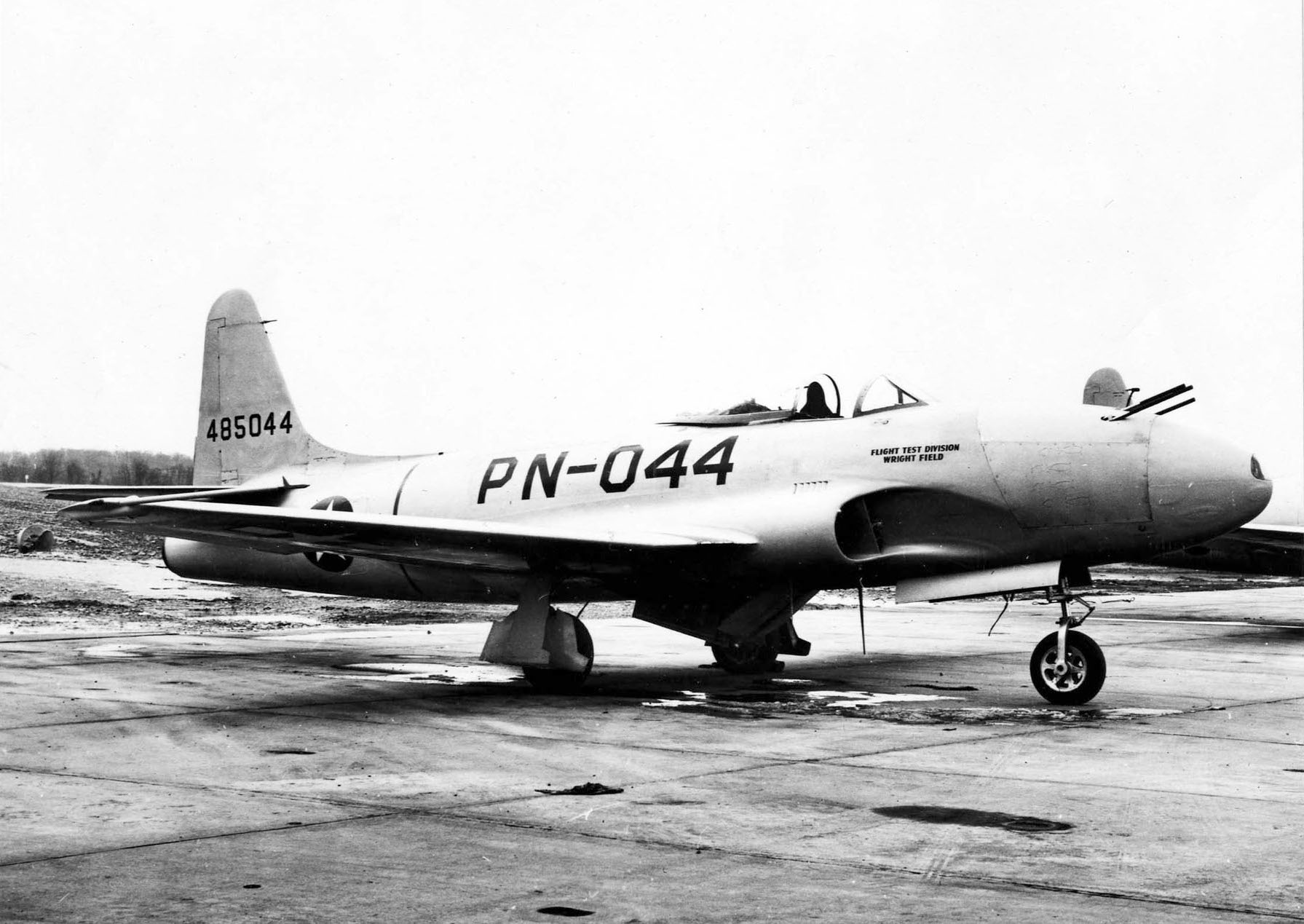
F-80A 試驗機（序號 44-85044）以類似二次大戰時德軍的方法，安裝兩門斜射50機槍（口徑12.7 mm，以測試從下方攻擊蘇聯轟炸機的方式

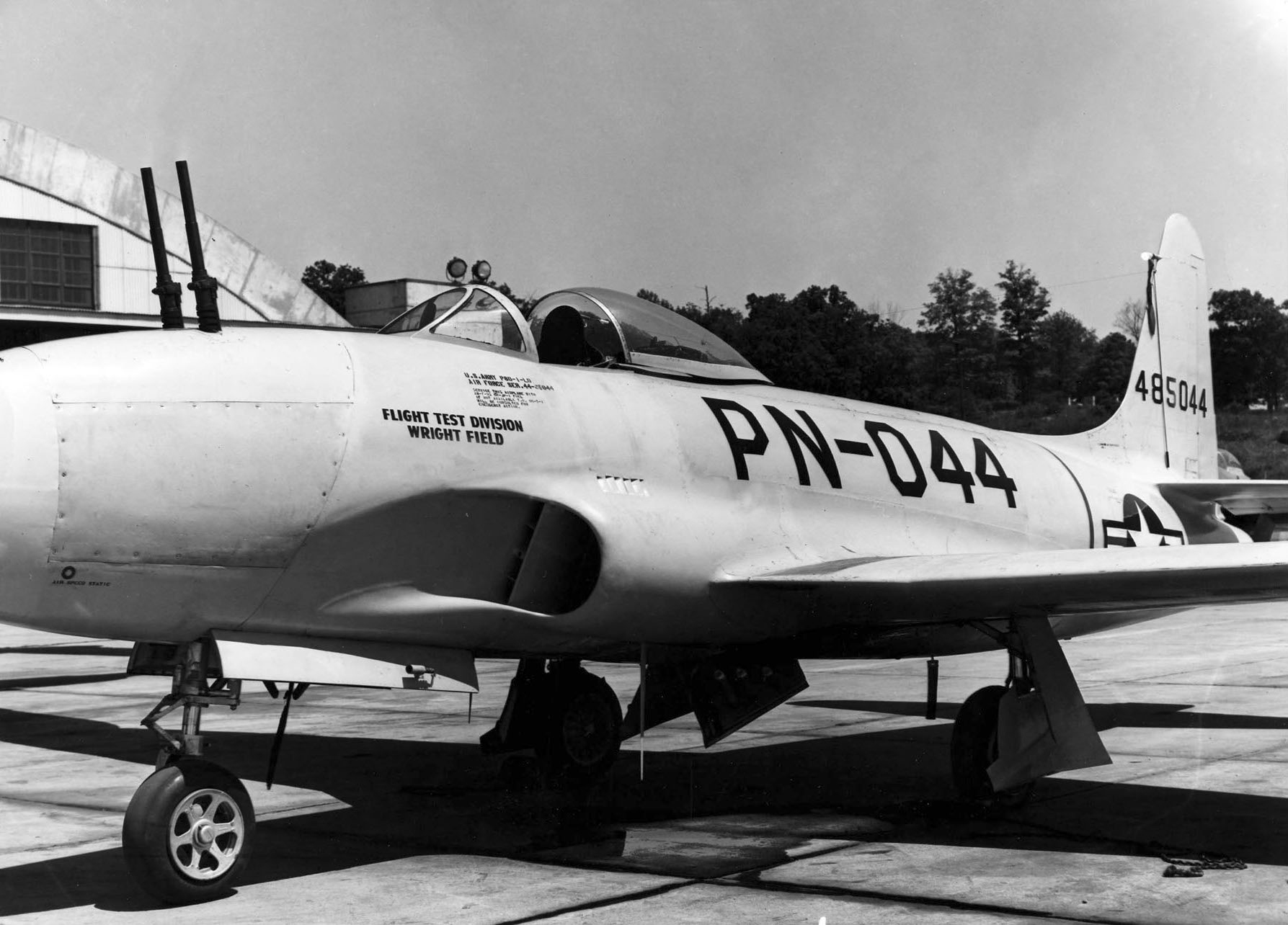
本照片可見斜射機槍向上傾斜至最大角度。

### F-80E
QF-80

## 服役與作戰
F-80在二次世界大戰結束前已經有兩架部署在義大利，兩架在英國，但是這些飛機都沒有機會與任何敵機發生空戰的機會，他們主要的貢獻是提供轟炸機飛行員訓練對付噴射戰鬥機的戰術。第一次噴射機之間的空戰要到韓戰時才會發生。1950年11月8日，史上第一場噴射機空戰在鴨綠江上空爆發，根據美國方面宣稱，F-80以擊落一架MiG-15獲得勝利，然而蘇聯方面的資料顯示被追擊的MiG-15在低空拋棄副油箱，油箱在撞擊地面時產生爆炸，可能因此造成擊落的假象，該次作戰蘇聯方面沒有損失。但美軍很快就知道F-80性能不如MiG-15，F-80遂轉為戰鬥轟炸之用。

## 流行文化

### 電子遊戲
- 《戰爭雷霆》
- 《應徵入伍》

## 文獻
- Andrade, John. Latin-American Military Aviation. Leicester, UK: Midland Counties Publications, 1982. ISBN 0-904597-31-8.

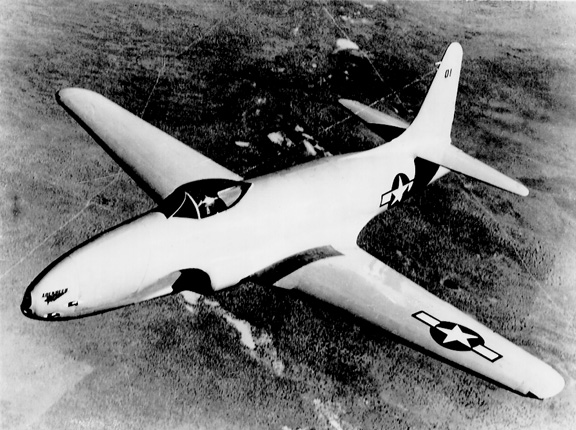
F-80戰鬥機

- Baugher, Joe. "Lockheed P-80/F-80 Shooting Star."（页面存档备份，存于） USAAC/USAAF/USAF Fighter and Pursuit Aircraft, 16 July 1999.
- Bilstein, Roger E. Flight in America: From the Wrights to the Astronauts. Baltimore, Maryland: Hopkins Fulfillment Service, Johns Hopkins University Press, 2001. ISBN 978-0-8018-6685-2.
- Davis, Larry. MiG Alley: Air to Air Combat Over Korea. Carrollton, Texas: Squadron/Signal Publications, 1978. ISBN 0-89747-081-8.
- Davis, Larry. P-80 Shooting Star. T-33/F-94 in action. Carrollton, Texas: Squadron/Signal Publications, 1980. ISBN 0-89747-099-0.
- Dorr, Robert F. "P-80 Shooting Star Variants". Wings of Fame Vol. 11. London: Aerospace Publishing Ltd., 1998. ISBN 1-86184-017-9.
- Fitzsimons, Bernard, ed. "Shooting Star, Lockheed F-80/T-33." Illustrated Encyclopedia of 20th Century Weapons and Warfare, Volume 21. London: Phoebus, 1978. ISBN 0-8393-6175-0.
- Green, William. War Planes of the Second World War, Volume Four: Fighters. London: MacDonald & Co.（Publishers）Ltd., 1961 (Sixth impression 1969). ISBN 0-356-01448-7.
- Green, William and Gordon Swanborough. The Great Book of Fighters. St. Paul, Minnesota: MBI Publishing, 2001. ISBN 0-7603-1194-3.
- Green, William and Gordon Swanborough. WW2 Aircraft Fact Files: US Army Air Force Fighters, Part 2. London: Macdonald and Jane's Publishers Ltd., 1978. ISBN 0-354-01072-7.
- Gunston, Bill. World Encyclopedia of Aero Engines. Cambridge, UK: Patrick Stephens Limited, 1989. ISBN 1-85260-163-9.
- Jenkins, Dennis R. and Tony R. Landis. Experimental & Prototype U.S. Air Force Jet Fighters. North Branch, Minnesota, USA: Specialty Press, 2008. ISBN 978-1-58007-111-6.
- Jones, Lloyd S. U.S. Fighters, Army-Air Force: 1925 to 1980s. Los Angeles: Aero Publishers Incorporated, 1975. ISBN 0-8168-9200-8.
- Knaack, Marcelle Size. Encyclopedia of US Air Force Aircraft and Missile Systems: Volume 1 Post-World War II Fighters 1945-1973. Washington, DC: Office of Air Force History, 1978. ISBN 0-912799-59-5.
- Pace, Steve. Lockheed Skunk Works. St. Paul, Minnesota: Motorbooks International, 1992. ISBN 0-87938-632-0.
- Polmar, Norman. "Lots of Shooting Stars". Naval History (United States Naval Institute), Vol. 14, No. 4, August 2001, pp. 12–14.
- United States Air Force Museum Guidebook. Wright-Patterson AFB, Ohio: Air Force Museum Foundation, 1975.
- Wooldridge, E.T. Jr. The P-80 Shooting Star: Evolution of a Jet Fighter（Famous Aircraft of the National Air and Space Museum Series, Vol. 3）. Washington, D.C.: Smithsonian Institution Press, 1979. ISBN 0-87474-965-4.